# Коо
Коо (яп. 康応 ко:о:) — девиз правления (нэнго) японского императора Го-Комацу из северной династии, использовавшийся с 1389 по 1390 год .
В Южном Дворе в этот период правил император Го-Камэяма с нэнго Гэнтю (1384—1392).

## Продолжительность
Начало и конец эры:
- 9-й день 2-й луны 3-го года Какэй (по юлианскому календарю — 7 марта 1389);
- 26-й день 3-й луны 2-го года Коо (по юлианскому календарю — 12 апреля 1390).

## Происхождение
Название нэнго было заимствовано из 8-го цзюаня древнекитайского сочинения «Вэньсюань»:「国富民康、神応烋臻、屡獲嘉祥」.

## События
даты по юлианскому календарю
- 1389 год (1-й год Коо) — Асикага Ёсимицу усмиряет Кюсю и покоряет новые земли; его противником был канрэй Асикага Удзимицу[6];
- 1389 год (7-я луна 1-го года Коо) — в возрасте 56 лет скончался удайдзин Сайондзи Санэтоси[7];
- 1390 год (2-й год Коо) — Кусуноки потерпел поражение; Ямана Удзикиё отчитал Токинага[6].

## Сравнительная таблица
Ниже представлена таблица соответствия японского традиционного и европейского летосчисления. В скобках к номеру года японской эры указано название соответствующего года из 60-летнего цикла китайской системы гань-чжи. Японские месяцы традиционно названы лунами.
| 1-й год Коо (Земляная Змея)        | 1-я луна       | 2-я луна*  | 3-я луна  | 4-я луна*               | 5-я луна* | 6-я луна* | 7-я луна  | 8-я луна*  | 9-я луна    | 10-я луна  | 11-я луна* | 12-я луна  |               |
| 6-й год Гэнтю                      | 1-я луна       | 2-я луна*  | 3-я луна  | 4-я луна*               | 5-я луна* | 6-я луна* | 7-я луна  | 8-я луна*  | 9-я луна    | 10-я луна  | 11-я луна* | 12-я луна  |               |
| ---------------------------------- | -------------- | ---------- | --------- | ----------------------- | --------- | --------- | --------- | ---------- | ----------- | ---------- | ---------- | ---------- | ------------- |
| Юлианский календарь                | 28 января 1389 | 27 февраля | 28 марта  | 27 апреля               | 26 мая    | 24 июня   | 23 июля   | 22 августа | 20 сентября | 20 октября | 19 ноября  | 18 декабря |               |
| 2-й год Коо (Металлическая Лошадь) | 1-я луна       | 2-я луна   | 3-я луна* | 3-я луна (високосная) * | 4-я луна  | 5-я луна* | 6-я луна* | 7-я луна   | 8-я луна*   | 9-я луна   | 10-я луна* | 11-я луна  | 12-я луна     |
| 7-й год Гэнтю                      | 1-я луна       | 2-я луна   | 3-я луна* | 3-я луна (високосная) * | 4-я луна  | 5-я луна* | 6-я луна* | 7-я луна   | 8-я луна*   | 9-я луна   | 10-я луна* | 11-я луна  | 12-я луна     |
| Юлианский календарь                | 17 января 1390 | 16 февраля | 18 марта  | 16 апреля               | 15 мая    | 14 июня   | 13 июля   | 11 августа | 10 сентября | 9 октября  | 8 ноября   | 7 декабря  | 6 января 1391 |

* звёздочкой отмечены короткие месяцы (луны) продолжительностью 29 дней. Остальные месяцы длятся 30 дней.